# Žvanivý slimejš
Žvanivý slimejš je jednoaktová dětská opera českého skladatele Jiřího Pauera čerpající námět z orientální pohádky Josefa Hlouchy. Vznikla jako poslední práce autora při dokončování studia na AMU u prof. Pavla Bořkovce. Její premiéra se odehrála 5. dubna 1958 v pražském Divadle Jiřího Wolkera.

## Inscenační historie
Celkem dvakrát byla opera inscenována v pražském Národním divadle. Mezi lety 1966–1970 se odehrálo celkem 27 představení, mezi lety 1984–1990 pak dokonce 235 představení. V roce 2014 operu uvedlo plzeňské Divadlo Josefa Kajetána Tyla, které ji s přestávkou uvádělo ještě v roce 2019. Na zdejší scéně byla přitom tato opera poprvé uvedena již v roce 1961.

## Stručný děj
Rámec opery tvoří vyprávění o rybáři Kičibejovi a jeho ženě Saišo, která svého muže neustále jen hubuje. Na scéně se ale brzo objevuje Slimejš, který má poslání získat pro mořského krále opičí játra. Vzhledem k jeho hlouposti a upovídanosti však nad ním nakonec opice vyzrají. V závěru tak mohou zpívat: "Milý pane Slimejši, příště buďte chytřejší." 

## Nahrávka
Nahrávka této opery byla natočena v prosinci 1961 ve Studiu Domovina. V roce 1962 ji vydal Supraphon.